# Sociologie informatique
La sociologie informatique ou sociologie computationnelle (en anglais computational sociology) est une branche de la sociologie qui consiste à utiliser le calcul pour analyser des phénomènes sociaux.
Il s'agit d'utiliser la technique de la simulation sur ordinateur pour la construction de modèles sociaux. Cela  implique un certain arrangement des agents sociaux, et des interactions entre eux. Enfin, on examine l'effet de ces interactions sur un agrégat social. Bien que les thèmes et les méthodologies de cette science sociale diffèrent de ceux de la science normale ou informatique, plusieurs des approches utilisées dans les simulations contemporaines du social provient des champs comme la physique et l’intelligence artificielle.
Dans la littérature scientifique, la sociologie informatique est souvent liée à l'étude de complexité sociale. Concepts sociaux de complexité comme systèmes complexes, interconnexions non linéaires dans de macro et micro processus, et apparitions sont le lot de la sociologie informatique. Cette branche semble toutefois devoir être distinguée de la « socio-informatique » qui utilise des outils informatiques pour décrire et analyser des dossiers complexes.
Un exemple pratique et bien connu est la construction d'un modèle informatique sous forme de société artificielle, par lesquels les chercheurs peuvent analyser la structure d'un système social.
Une autre approche apparue sous le concept de paradigme socio-informatique avec Thérèse Étienne* cherche à "remplacer" la vérification statistique des hypothèses en sciences sociales par un prototypage informatique. Ce prototypage met l'accent : sur  l'importance des relations au détriment des objets, l'articulation de la logique propositionnelle et des logiques déontiques et l'articulation des ontologies. Le prototype est un tangent organisationnel et informationnel d'une situation ou d'une réalité sociale. La théorie mathématique des catégories permet de réfléchir utilement sur les isomorphismes "actions réelles et  fonctionnalités prototypales".
La notion de socio-informatique est également utilisée dans la sociologie des controverses pour désigner les dispositifs d'analyse et de cartographie des problèmes publics et des débats qu'ils engendrent

## Référence
- (en) Cet article est partiellement ou en totalité issu de l’article de Wikipédia en anglais intitulé « Computational sociology » (voir la liste des auteurs).

1. ↑  Voir sur ce point le carnet de recherche Socio-Informatique et Argumentations sur hypotheses.org

- Therese Étienne, Paradigme socioinformatique, éthique et médecine du travail, Institut catholique de Paris, 2010.

## Voir également